# Квіткорогальні
Квіткорогальні, або антоцеротові (Anthocerotales) — порядок мохоподібних рослин відділу антоцеротовидних(Anthocerotophyta) класу антоцеротопсидів (Anthocerotopsida). Це переважно рослини з пластинчастим розгалуженим таломом, недиференційованим на тканини. Клітини талому та спорогону антоцеротових здебільшого з пластинчастими хлоропластами та піреноїдами. Ризоїди гладкостінні. У порядку є дві родини, в Україні є представники лише однієї (три види у двох родах).

## Класифікація
- Родина Квіткорогові (Anthocerotaceae)
  - Рід Квіткоріг (Anthoceros)
  - Рід Sphaerosporoceros
- Родина Темнорогові (Foliocerotaceae)
  - Рід Темноріг (Folioceros)